# Boston Astros
I Boston Astros  furono una franchigia calcistica statunitense con sede a Boston, Massachusetts.  

## Storia
La squadra fu fondata nel 1965 a Lowell come Lowell Astros da John Bertos, che ne fu allenatore, giocatore e proprietario.
Si iscrissero al campionato della American Soccer League (ASL II seconda edizione) dal 1969, militandovi fino al 1975, anno di scioglimento. Cambiarono nome in Fall River Astros quando si trasferirono a Fall River dal 1967 al 1968, anno del trasferimento a Boston.
Il miglior risultato della squadra fu raggiunto nel campionato vinto nel 1975 a pari merito con i New York Apollo; dopo aver battuto nelle semifinali i Cleveland Cobras, affrontarono successivamente la squadra newyorkese pareggiando sia la partita di andata che quella di ritorno (2-2 e 1-1), quest'ultima sospesa dopo i tempi supplementari, e su decisione del dirigente della ASL Bob Cousy, dichiarando co-campioni le due squadre.
La squadra cessò ogni attività dopo quel successo.

## Cronologia
| Anno              | Division | Lega | Stagione Regolare | Playoffs        | U.S. Open Cup    |
| ----------------- | -------- | ---- | ----------------- | --------------- | ---------------- |
| Fall River Astros |          |      |                   |                 |                  |
| 1967-68           | 2        | ASL  | 2°, Premier       | Non qualificata | ?                |
| 1968              | 2        | ASL  | 4°                | Non qualificata | Non qualificata  |
| Boston Astros     |          |      |                   |                 |                  |
| 1969              | 2        | ASL  | 3°, Northern      | Non qualificata | Non ammessa      |
| 1970              | 2        | ASL  | 3°                | -               | Non ammessa'     |
| 1971              | 2        | ASL  | 2°                | -               | Non ammessa      |
| 1972              | 2        | ASL  | 2°, Northern      | Semifinale      | Non ammessa      |
| 1973              | 2        | ASL  | 3°, Northeast     | Non qualificata | Quarti di finale |
| 1974              | 2        | ASL  | 2°, East          | Semifinale      | Non ammessa      |
| 1975              | 2        | ASL  | 1°, North         | Co-campione(*)  | Non ammessa      |

(*)Campione insieme ai New York Apollo

## Palmarès

### Competizioni nazionali
- American Soccer League: 1

1975 (ex aequo con New York Apollo)

### Altri piazzamenti
- American Soccer League:

Secondo posto: 1971